# Lista de neguses de Axum

## Neguses, durante o apogeu do Reino de Axum
A seguir com base em S. C. Munro-Hay, Aksum: An African Civilisation of Late Antiquity.
| Reinado         | Nome             | Notas |
| --------------- | ---------------- | --- |
| c. 10 d. C.     | Bazen            | |
| c. 100          | Zoscales         | * possivelmente "Za Hacala" da lista de neguses |
| c. 200 - c. 230 | Gedara           | * grafado também em gueês como GDRT ou GDR * inscrições mencionam que teria um filho Beiga ou Beigate (BYGT) |
| c. 230 - c. 240 | Azaba            | * também chamado Adeba (Adhebah), grafado em gueês como 'DBH * inscrições mencionam seu filho Girma (GRMT) |
| c. 240 - c. 260 | Sembrutes        | * conquistou o reino de Cuxe |
| c. 260 - c. 270 | Dataunas         | * grafado também em gueês como DTWNS * inscrições mencionam seu filho Zacarnas (ZQRNS) * conquistou o reino de Himiar |
| c. 270 - c.300  | Endúbis          | * iniciou a cunhagem de moedas * seu título real era bisi dakhu |
| c. 300 - c.310  | Afilas           | * também chamado Filia ou Felia * seu título real era bisi dimêlê |
| c. 310 - c.320  | Uazeba I         | * também grafado WZB e WDBH * seu título real era bisi zigly (zagalay) |
| c. 320 - c.333  | Usanas           | * também chamado Ela Alada ou Ela Amida * seu título real era bisi gisene * pai de Ezana e Saizana |
| c. 333 - c. 356 | Ezana            | * apoiado por seu irmão Saizana ou Asbá (Atzbeha) * possivelmente Abrá (Abreha) do Tarik Negusti * seu título real era bisi alêne * primeiro rei de Axum a se converter ao cristianismo * filho de Usanas                                   |
| c. 350          | Meadeis          | * também grafado MHDYS |
| f. século IV    | Uazeba II        | |
| c. 400 - c. 432 | Eão              | * também chamado Huina pelo Reino Himiarita (Iêmen) * seu título real era bisi dakuen ou bisi anaaph, ou bisi anioskal |
| c. 432 - c. 439 | Ela Amida        | * também chamado Aizã * pai de Ebana, Nezana e Tazena |
| c. 439 - c. 450 | Ebana            | |
| c. 450 - c. 486 | Nezana           | * também chamado Nezol |
| c. 486 - c. 493 | Tazena           | * também chamado Usas ou Usana(s) * pai de Elesbão (Calebe) |
| c. 493 - c. 531 | Elesbão (Calebe) | * também grafado KLB * possivelmente Ela Atsbeha, Iúçufe Asar Iatar, Finas * seu título real era bisi lazen (b's/lzn) * filho de Tazena |
| c. 531 - c. 540 | Uazena           | * possivelmente Ala Amida II, Sumiafa Axaua * filho de Elesbão |
| m. século VI    | Uazebe           | * também grafado W'ZB * filho de Elesbão * possivelmente Ela (Ala) Gabaz, Za-Gabaza, Abrá (Abraha) * seu título real era bisi hadefan * algumas inscrições afirmam que Uazebe é Gabra Mascal enquanto outras afirmam que é seu irmão Israel |
| m. século VI    | Ioel             | |
| c. 575          | Hataz            | * identificado como Iátlia * pai de Axam |
| c. 577          | Saifu            | * possivelmente Ceife Du Iazã * Neto de Elesbão |
| c. 590          | Israel           | * filho de Elesbão * seu título real era bisi azzal * algumas inscrições afirmam que Israel é o irmão de Gabra Mascal (Uazebe), enquanto outras afirmam que Israel é o próprio Gabra Mascal                                                 |
| c. 600          | Gersão           | |
| c. 614          | Axam             | * filho de Hataz * possibilidade de ser Axama ibne Abjar * também chamado Ela Saam (Illa Ṣaḥām/Tsaham) |